# Henry Kissinger
Henry Alfred Kissinger, születési nevén Heinz Alfred Kissinger (Fürth, 1923. május 27. –  Kent, Connecticut, 2023. november 29.) Nobel-békedíjas németországi születésű amerikai diplomata, politikus, politológus, író és történész. Nemzetbiztonsági főtanácsadó, majd külügyminiszter (Secretary of State) a Nixon-kormányban, mely tisztségében a Watergate-botrány (1974) után a Gerald Ford vezette új kormányban is megmaradt.

## Személyes háttér
Kissinger a bajorországi Fürth városában látta meg a napvilágot Heinz Alfred Kissinger néven, 1923. május 27-én Louis Kissinger és Paula Stern gyermekeként. Zsidó származása miatt a család 1938-ban a nácik elől New Yorkba emigrált. Henry katonai kiképzése során, 1943. június 19-én kapta meg az amerikai állampolgárságot. Bár 15 éves kora óta az Egyesült Államokban élt, mindig érezhető német akcentussal beszélte az angol nyelvet. A New York-i Városi Főiskola (City College of New York) hallgatójaként sorozták be 1943-ban. Kiképzése után, immár amerikai állampolgárként a belső elhárítás (Counter Intelligence Corps) 970-es alakulatához került mint némettolmács. A háború után a Harvardot summa cum laude végezte 1950-ben. Az egyetem Kissingert tartja az egyetlen olyan hallgatójának, aki hibátlanul végezte el tanulmányait, annak ellenére, hogy az utolsó évében egy négyes (B) becsúszott. A mester (MSc) majd a PhD fokozatot 1952-ben, illetve 1954-ben szerezte meg, ugyanott. Doktori disszertációjának címe A World Restored: Metternich, Castlereagh and the Problems of Peace 1812–22. volt. Tanulmányai befejeztével a Harvardon maradt, ahol különböző pozíciókat töltött be, miközben több nagyobb állami szervezet tanácsadója is lett.
Liberális republikánusként, és hogy az amerikai külpolitikában nagyobb szerephez jusson, Nelson Rockefeller republikánus jelöltnek, New York Állam akkori kormányzójának támogatója, illetve külpolitikai tanácsadója lett az 1960-as, 1964-es és 1968-as elnökválasztásokon. Richard Nixon 1968-as győzelme után kérte fel Kissingert a nemzetbiztonsági tanácsadói pozícióra, ami a nemzetbiztonsági kabinet vezető székét, ezáltal pedig az elnöki kabinetbe való bekerülést jelentette.
Első feleségétől két gyermeke született. Haláláig második feleségével, Nancy Maginnesszel élt a Connecticut állambeli Kent városában, ahol saját cégét, a Kissinger Associates nevű tanácsadó vállalatot igazgatta.
Nagy rajongója volt a New York Yankees baseballcsapatnak, illetve a SP Fürth labdarúgócsapatnak, melynek ifikorában egy ideig tagja is volt.
2023. november 29-én halt meg.

## Külpolitika
Kissinger Nemzetbiztonsági Főtanácsadóként dolgozott 1969 és 1975 Nixon, majd Ford elnöksége idején, míg egy ideig ezzel párhuzamosan 1973 szeptembere és 1977. január 20-a között az Egyesült Államok külügyminisztere is volt. Pozícióját a Watergate-botrány sem tudta megingatni, habár tanácsadói szerepéről 1975-ben leváltották.
Mint a Realpolitik támogatója és követője, jelentős szerepet játszott az Egyesült Államok külpolitikájában 1969 és 1977 között, mely során kidolgozta az enyhülés politikáját. Ez valódi enyhülést hozott az USA és a Szovjetunió kapcsolatában, és meghatározó szerepet játszott az 1972-es kínai–amerikai csúcstalálkozón Csou En-laj (Zhou Enlai) pártfőtitkárral tartott megbeszéléseken, mely Kína a világ felé történő nyitását, illetve egy új, antiszovjet kínai–amerikai szövetséget eredményezett. 1973-ban a vietnámi háború befejezéséért tett erőfeszítései elismeréséül Nobel-békedíjat kapott.

### Enyhülés és nyitás Kína felé

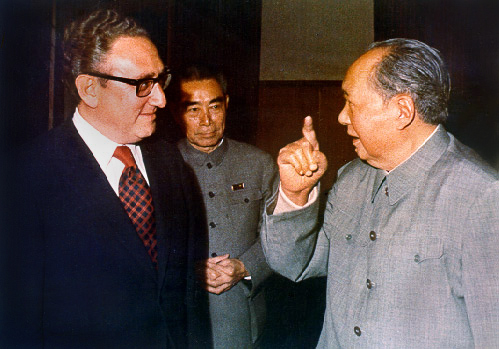
Kissinger, Csou En-laj (Zhou Enlai) kínai miniszterelnök és Mao Ce-tung társaságában

Mint nemzetbiztonsági tanácsadó Nixon idején, Kissinger úttörője volt az enyhülés politikájának az USA és a Szovjetunió, illetve Kína között. A stratégia részeként kezdeményezte a légköri kísérleti atomrobbantásokat tiltó és a fegyverzetcsökkentést előirányzó tárgyalásokat, melyek végül az 1972-ben aláírt SALT–1, illetve a ballisztikus rakéták elleni védelmi rendszerek limitálásáról szóló AMB/AMBT (Anti-Ballistic Missle Treaty), illetve az 1979-es SALT–2 szerződéshez vezettek. A stratégiai fegyverek fokozatos leszereléséről szóló tárgyalásokat eredetileg 1968-ban már el akarták kezdeni, de a „prágai tavasz”, majd a Varsói Szerződés tagállamainak inváziója után tiltakozásképpen elhalasztották.
Kissingernek sikerült diplomáciai nyomást gyakorolnia a Szovjetunióra rövid egymásutánban két Kínába tett utazásával 1971 júliusában, illetve októberében (melyből az első titkos volt), melyeken Csou En-laj miniszterelnökkel folytatott tárgyalásokat. Ezek a látogatások alapozták meg Nixon 1972-es kínai látogatását, mely hatalmas diplomáciai sikernek számított akkoriban. Nixon, Csou En-laj és Mao Ce-tung találkozója, illetve az ennek során aláírt dokumentumok és szerződések 23 évnyi kölcsönös ellenségeskedésnek és diplomáciai elszigeteltségnek vetettek véget. Az eredmény egy hallgatólagos, szovjetellenes szövetség lett a két szuperhatalom között. Habár Kissinger diplomáciai irányvonala gazdasági és kulturális kapcsolatokat is teremtett a két ország között, illetve újra megnyílt a kínai, illetve az amerikai érdekképviseleti iroda a két fővárosban, a relációk teljes normalizálása egészen 1979-ig elhúzódott a Watergate-botrány során kipattant belső konfliktusok miatt. Az USA azonban továbbra is elismerte Tajvan függetlenségét.

### Indo-pakisztáni háború
Kissingert éles kritikák érték az 1971-es, India és Pakisztán között kirobbant indiai-pakisztáni háború során kifejtett tevékenysége miatt, mivel hiába készült számos jelentés a bangladesi (akkoriban még kelet-pakisztáni) „tisztogatásokról” és hiába került nyilvánosságra a Blood telegram (Archer Blood bangladesi amerikai diplomata éles hangvételű tiltakozó telegramja a bangladesi felszabadítási háború után elkövetett háborús bűnök és emberi jogi sérelmek megtorlatlansága miatt), ezek ellenére sem tett semmit Yahya Khan pakisztáni elnök, vagy a pakisztáni hadsereg tevékenységének leállítására. A háborúban győztes India és a Szovjetunió között a háború előtt nem sokkal korábban aláírt baráti szerződés miatt Kissinger különösen érdekelt volt a szovjetek dél-ázsiai térnyerésének megakadályozásában, illetve a Kínával kötött hallgatólagos szövetség demonstrálására is jó lehetőséget adott, hogy az Egyesült Államok Iránon és Jordánián keresztül a Kína szoros szövetségesének számító Pakisztánt támogatta a konfliktus során mind pénzzel, mind fegyverekkel.
Az elmúlt években[mikor?] ismét felszínre került az a hangfelvétel, mely közte és az elnök (Nixon) között 1971. november 5-én történt beszélgetést rögzítette és amelyben többek között az indiaiakat „köcsögöknek”, Indira Gandhi indiai miniszterelnök asszonyt pedig „ribancnak” nevezte. Kissinger azóta többször is kifejtette sajnálkozását és megbánását mondataiért.

### Jom kippuri háború

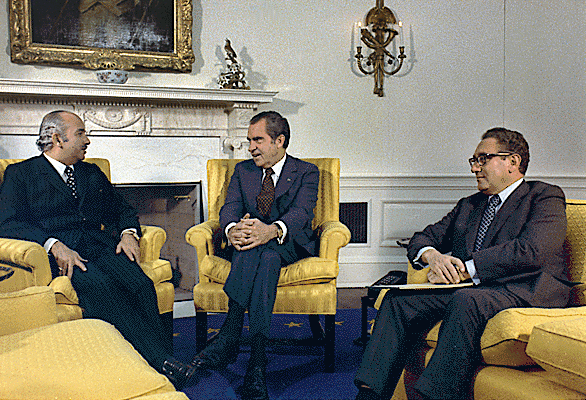
Ismail Fahmi egyiptomi külügyminiszter találkozója Nixonnal és Kissingerrel a harcok befejezése után tíz nappal, 1973. október 31-én

1973-ban a jom kippuri háború befejezése után Kissinger vezette a béketárgyalásokat Izrael és a háborút meglepetésszerűen kirobbantó, majd hamar elvesztő egyiptomi és szíriai vezetés között. Kissinger a tárgyalásokról, abban való tevékenységével összefüggő hosszú és többször drámai hangvételű telefonbeszélgetéseket tett közzé 2002-es, Crisis című könyvében. Kissinger (kezdetben vonakodó) támogatásával, az amerikai hadsereg a történelem legnagyobb szabású légi katonai szállítását vezényelte le Izrael megsegítésére a háborúban, illetve az 1973-as OPEC embargó során, mely az Egyesült Államok és nyugati szövetségeseit sújtotta, egészen annak 1974-es feloldásáig. Ekkor a légi szállítás is abbamaradt.
Izrael a kezdetben Egyiptom és Szíria által elfoglalt területeket visszaszerezte, majd a Golán-fennsíktól keletre fekvő területet is elfoglalták, illetve egészen a Szuezi-csatornáig nyomultak előre, annak mindkét partját elfoglalva. Kissinger kényszerítette az izraelieket az újonnan szerzett területek jó részének visszaadására, ami nagyban hozzájárult az egyiptomi–izraeli békeszerződéshez. A mozzanat egyben előrébb mozdította az egyiptomi–amerikai kapcsolatokat is, az addig erősen szovjetbarát egyiptomi politikát felülírva. A békét végül 1978-ban kötötték meg, melyben a Sínai-félsziget (és egyben a Szuezi-csatorna) visszaszolgáltatásáért cserébe Egyiptom elismerte Izrael állam létét, illetve azonnali hatállyal felhagyott a további agresszióval. A szerződés aláírásáért a többi arab ország azonnal élesen kritizálta, illetve elítélte Anvar Szadat elnököt.

### Chile
Kissinger szorgalmazta és támogatta a Dél-Amerika déli részén (Argentína, Chile), illetve Latin-Amerika más részein akkoriban született, vagy már meglévő antikommunista katonai juntákkal való barátságos diplomáciai kapcsolatok kiépítését és fenntartását, így a chilei belpolitikába történt burkolt beavatkozást az 1970-ben demokratikusan megválasztott Salvador Allende nyíltan marxista, Kuba-párti elnök elmozdítására, aki hivatalba lépése után nem sokkal számos amerikai érdekeltségű céget államosított.
Nixon kormánya idején a CIA megbízást kapott egy katonai puccs előkészítésére, de az kudarcba fulladt. Ezután jelentős összegekkel támogatta az 1972-es és 1973-as tömeges kormányellenes megmozdulásokat, melyet Kissinger az Allende kormányról tett, sokat vitatott kijelentéseiben úgy indokolt, hogy „Nem értem, hogy miért kéne állnunk és néznünk, ahogy egy ország kommunistává válik polgárai felelőtlensége folytán” illetve „ezek az ügyek túl fontosak a chilei választók számára ahhoz, hogy ezt egyedül ők dönthessék el”. Ezek a nyilatkozatok a közvélemény jelentős részében felháborodást keltettek, akik ezt Chile szuverenitásának lenézéseként, arról lekezelő hangnemben történő nyilatkozatként értelmezték.
1973 szeptemberében a chilei hadsereg főparancsnoka, Augusto Pinochet által vezetett katonai puccs során Allende eltűnt, majd holtan került elő. Halálának körülményei máig nem tisztázottak, ahogy Kissinger pontos szerepe sem ebben az amerikai intervencióban.
Kissinger egy későbbi chilei látogatása során Pinochetnek azt mondta, hogy az Egyesült Államok figyeli a junta tevékenységét, különösen az emberi jogok megsértését, de szimpatizál annak antikommunista beállítottságával.

## Háborús bűnök
A 2002-ben nyilvánosságra hozott dokumentumok miatt, melyek az USA dél-amerikai és Kelet-Timorral kapcsolatos politikáját tartalmazták a Nixon-, majd a Ford-kormány alatt, Kissinger heves támadás alá került a (főleg amerikai) sajtó és számos emberjogi szervezet részéről; Christopher Hitchens újságíró volt mind közül a leghevesebb. A dokumentumok nyilvánosságra hozatala után olyan országok, mint Franciaország, Brazília, Chile, Spanyolország vagy Argentína hivatalos úton keresték meg Kissingert, hogy kérdéseket tegyenek fel neki többek között a Kondor hadművelet során feltehetőleg elkövetett amerikai háborús bűnökről.

## Bibliográfia
- Külpolitika
  - Nuclear Weapons and Foreign Policy (1957)
  - The Necessity for Choice: Prospects of American Foreign Policy (1961) – ISBN 0-06-012410-5
  - The Troubled Partnership: A Re-Appraisal of the Atlantic Alliance (1965) – ISBN 0-07-034895-2
  - A World Restored: Metternich, Castlereagh and the Problems of Peace, 1812-22 (1973) – ISBN 0-395-17229-2
  - American Foreign Policy: Three Essays (1974) – ISBN 0-393-05525-6
  - For the Record: Selected Statements 1977-1980 (1981) – ISBN 0-316-49663-4
  - Observations: Selected Speeches and Essays 1982-1984 (1985) – ISBN 0-316-49664-2
  - Helmut Schmidt, Henry Kissinger: On Men and Power: A Political Memoir (1990) – ISBN 0-224-02715-8
  - Diplomácia (1994, magyar nyelven: Grafo, 2002) – ISBN 0-671-65991-X
  - Korszakváltás az amerikai külpolitikában? : a 21. századi Amerika diplomáciai kérdései (2001, magyar nyelven Grafo, 2002) -ISBN 0-684-85567-4
  - Andrew F. Smith, Henry A. Kissinger: Rescuing the World: The Life and Times of Leo Cherne (2002) – ISBN 0-7914-5379-0
  - Kínáról Antall József Tudásközpont, ford. Magyarics Tamás. Budapest, 2014
  - Világrend Antall József Tudásközpont,ford. Kállai Tibor, Budapest 2015
- Memoárok
  - The White House Years (1979) – ISBN 0-316-49661-8
  - Years of Upheaval (1982) – ISBN 0-316-28591-9
  - Years of Renewal (1999) – ISBN 0-684-85571-2
  - Vietnam: A Personal History of America's Involvement in and Extrication from the Vietnam War (2002) – ISBN 0-7432-1916-3
  - Crisis: The Anatomy of Two Major Foreign Policy Crises: Based on the Record of Henry Kissinger's Hitherto Secret Telephone Conversations (2003) – ISBN 0-7432-4910-0
- Életrajzi témájú könyvek
  - Stephen Richards Graubard: Kissinger: Portrait of a Mind (1973) – ISBN 0-393-05481-0
  - Marvin L. Kalb, Bernard Kalb: Kissinger (1974) – ISBN 0-316-48221-8
  - Phyllis Schlafly: Kissinger on the Couch (1974) – ISBN 0-87000-216-3
  - Seymour Hersh: The Price of Power: Kissinger in the Nixon White House (1983) – ISBN 0-671-44760-2
  - Richard C. Thornton: The Nixon-Kissinger Years: Reshaping of America's Foreign Policy (1989) – ISBN 0-88702-051-8
  - Christopher Hitchens: The Trial of Henry Kissinger (2002) – ISBN 1-85984-631-9
  - Jussi M. Hanhimaki: The Flawed Architect: Henry Kissinger and American Foreign Policy (2004) – ISBN 0-19-517221-3
  - Walter Isaacson: Kissinger: Életrajz (New York: Simon & Schuster, 1992) (javított kiadás 2005-ben, magyar verzió 2001-ben) – ISBN 0-671-66323-2
  - Holger Klitzing, The Nemesis of Stability. Henry A. Kissinger's Ambivalent Relationship with Germany. (Trier: WVT 2007), ISBN 978-3-88476-942-3.
- Egyéb
  - Avar János: A Kissinger-korszak (Magvető, 1980) – ISBN 963-271-293-5
  - Békés Rezső: Kissinger és Brzezinski (Zrínyi, 1980) – ISBN 963-326-065-5
  - Henry Kissinger, William Burr: Kissinger Transcripts: The Top Secret Talks With Beijing and Moscow (1999) – ISBN 1-56584-480-7
  - William Shawcross: Sideshow: Kissinger, Nixon, and the Destruction of Cambodia (javított kiadás 2002. október 25-én) – ISBN 0-8154-1224-X
  - Jussi M. Hanhimäki, 'Dr. Kissinger' or 'Mr. Henry'? Kissingerology, Thirty Years and Counting (Diplomatic History Vol. 27, Issue 5, pp. 637–76.)
  - Romsics Gergely: A lehetetlen művészete. Diplomácia, erőegyensúly és vetélkedés a klasszikus realizmus elméletében. Budapest, Osiris Kiadó 2009. ISBN 9789632760407

## Magyarul megjelent művei
- Az amerikai külpolitika / Az amerikai külpolitika központi kérdései / Belpolitikai struktúra és külpolitika / A vietnami tárgyalások; Kossuth, Bp., 1973
- Diplomácia; ford. Baik Éva et al., jegyz. Magyarics Tamás, térképek Dobieczki Magda; Panem-Grafo–McGraw-Hill, Bp.–Maidenhead, 1996
- Korszakváltás az amerikai külpolitikában? A 21. századi Amerika diplomáciai kérdései; utószó, ford. Magyarics Tamás; Panem-Grafo, Bp., 2002
- Kínáról; ford. Magyarics Tamás; Antall József Tudásközpont, Bp., 2014
- Világrend; ford. Kállai Tibor, Pataky Éva; Antall József Tudásközpont, Bp., 2015
- Fehér házi éveim, 1-3.; ford. Magyarics Tamás; Antall József Tudásközpont, Bp, 2019
- Az állam vezetéséről: Hat politikai stratégia a XX. századból. Ford.  Beke Ádám et al. Budapest: MCC Press. 2023.  = Világrend,  ISBN 978-963-644-000-8